# Западнофламандски език
Вижте пояснителната страница за други значения на фламандски.
Западнофламандски език (нидерл. West-Vlaams; западнофламандски: West-Vlams) се наричат група сходни диалекти, говорени в Белгия, Нидерландия и Франция.

## Разпространение
Западнофламандски се говори в провинция Западна Фландрия в Белгия, региона Зеландска Фландрия в Нидерландия и в департамента Нор в северозападна Франция.
По данни на ЮНЕСКО западнофламандският е застрашен език.

## Езикови особености

### Монофтонги
В западнофламандския стандартните нидерлански дифтонги се произнасят като монофтонги. Например, дифтонгът ij (ей) се произнася като ie (и), а ui (ой/уй) като uu (`у). Фразата buiten bijtend koud (ст. нид. бойтен бейтенд кауд) на западнофламадски се произнася bùten biettend koed (бутн битнт куд).
Също така отворените гласни се потъмняват: boter (масло) вместо ботер се произнася бутер, wonen (живея) от уонен става уунен.

### Припокриване на h и g
Звукът „хъ“ (хаш, h) не се изговаря. Така „hoed“ (шапка) се произнася уд вместо худ, „hier“ (тук) – ийр вместо хийр, „hond“ (куче) – онд вместо хонд.
Нидерландското гърлено „g“ се произнася в западнофламандския като шептящо „хъ“. Така „goed“ (добре) вместо гуд се произнася худ (както в нидерландски се произнася hoed, шапка).

### Множествено число
В нидерландския език множествено число се образува със суфиксите -en и -s. В западнофламандския суфиксът -s много често се използва вместо -en (т.е. за думи, които имат -en на нидерландски). Напр. kleers вместо kleren (дрехи), kinders вместо kinderen (деца), brils вместо brillen (очила).

### Суфикс -en
На нидерландски „нъ-то“ в -en в края на думата (при множествено число, глаголи и др) не се произнася, докато в западнофламандския нъ-то се произнася, за разлика от е-то, което остава нямо. Така „zotten“ се произнася зоте на нидерландски и зотн на западнофламандски. С това западнофламандският прилича на английския (напр. в listen, beaten и др.)

### Заемки от френски език
Френскоезични заемки се наблюдават във всички фламандски диалекти, но в западнофламандския те са значително по-чести.
| западнофл. | френски    | нидерландски | български |
| ---------- | ---------- | ------------ | --------- |
| pertank    | pourtant   | nochtans     | още       |
| ferkette   | fourchette | vork         | вилица    |
| assiete    | assiette   | bord         | чиния     |
| couvers    | couvert    | bestek       | прибори   |
| freings    | freins     | remmen       | спирачки  |
| pompiers   | pompiers   | brandweer    | пожарна   |
| Oland      | Holland    | Nederland    | Холандия  |
| freze      | freise     | aardbei      | ягода     |

### Западнофламандско-нидерландски речник
Освен заемки от френски език западнофламандският съдържа и други думи, фрази и фразеологизми, които са различни от нидерландските. Някои от тях са близки до английския (поради общите езикови корени, а не съвременни заемки).
| западнофлам.  | нидерландски      | български |
| ------------- | ----------------- | --------- |
| pattatn       | aardappelen       | картофи   |
| oto           | auto              | автомобил |
| anjuun        | ui                | лук       |
| hille         | heuvel            | хълм      |
| zeem          | honig             | мед       |
| peisn         | denken            | мисля     |
| pimpampoentje | lieveheersbeestje | калинка   |

Следващият диалог илюстрира разликите между западнофламандския и нидерландския.

| западнофлам.                  | нидерландски                         | български               |
| ----------------------------- | ------------------------------------ | ----------------------- |
| – Hoeien nuh'nt.              | – Goede morgen.                      | – Добро утро!           |
| – Hey, oe est?                | – Hallo, hoe gaat het?               | – Здравей! Как си?      |
| – Hoed, e me joen/gie?        | – Goed, en met jou?                  | – Добре, а ти?          |
| – Sava, alles ok...           | – Goed, alles oké                    | – Всичко е наред.       |
| – Wa/Wuk doej vandahe?        | – Wat doe je vandaag?                | – Какво ще правиш днес? |
| – Kwee'(n)t noh ni.           | - Ik weet het nog niet.              | – Още не съм решил.     |
| – Ah ok, allee toe nohhe kjè. | – Ach zo, oké, tot de volgende keer. | – Ок. Чао засега.       |
| – Ja tot in'n droj é.         | – Tot nog eens.                      | – До скоро!             |

## Официален статут
Западнофламандският няма официален статут в Белгия. Поради сложността и чувствителността на езиковия въпрос, страната не е и ратифицирала Европейската харта за регионалните или малцинствените езици.
В Нидерландия са правени опити да се признае близкия до западнофламандския зеландски диалект, но тези опити са неуспешни.
Във Франция западнофламандският е известен още като „френски фламандски“ (Frans-Vlaams, flamand français или Fransch vlaemsch). Той е признат за един от езиците на Франция, но няма статут на регионален език.